# Micropsitta keiensis
Il pappagallo pigmeo capogiallo (Micropsitta keiensis (Salvadori, 1875)) è un uccello della famiglia degli Psittaculidi, che vive in Indonesia e in Papua Nuova Guinea. I suoi habitat naturali sono le foreste subtropicali o tropicali umide di pianura, le foreste di mangrovie subtropicali o tropicali e foreste montane umide subtropicali o tropicali. Come molti pappagalli, questo pappagallo pigmeo è molto affettuoso nei confronti del suo compagno, ma non è noto se rimanga monogamo per tutta la vita come molti pappagalli più grandi, e si sa poco sulle sue abitudini, perché il suo areale è difficile da raggiungere.

## Collegamenti esterni

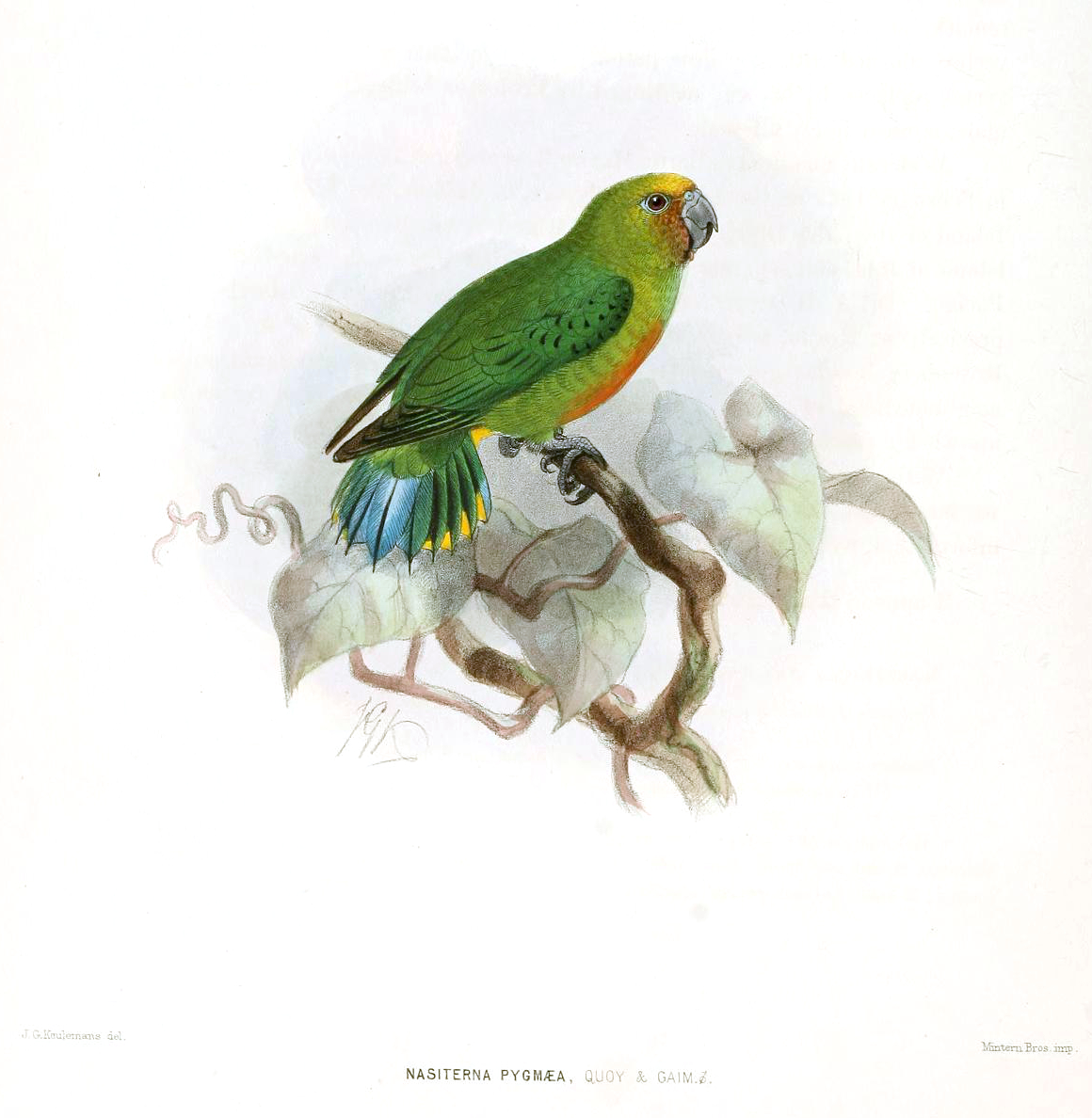
maschio